# 牧村泉
牧村 泉（まきむら いずみ、1960年 -）は、日本の小説家、ホラー作家、推理作家。女性。滋賀県大津市生まれ。関西大学社会学部卒業。広告制作会社勤務を経る。フリーランスのコピーライターとして活躍する傍ら、小説を執筆する。2002年、『邪光』で第3回ホラーサスペンス大賞特別賞を受賞し、小説家デビューを果たす（応募時は槇居泉名義。大賞受賞は、佐藤ラギ『人形（ギニョル）』）。2004年、同作がドラマ化される。

## 作品リスト
- 邪光（2003年2月 幻冬舎 / 2004年10月 幻冬舎文庫）ISBN 4344405765
- 幻痛 - ファントムペイン（2004年1月 新潮社）ISBN 4104653012
- ストーミーマンディ（2005年7月 幻冬舎 / 2012年1月 幻冬舎文庫）ISBN 4344010027
- 梅ケ谷ゴミ屋敷の憂鬱 (2016年2月 ポプラ社) ISBN 978-4591148235

### アンソロジー
「」内が収録されている牧村泉の作品
- ミステリア 女性作家アンソロジー（2003年12月 祥伝社文庫） ISBN 4396331371 「ドールハウス」

## メディア・ミックス

### テレビドラマ
テレビ朝日
- 土曜ワイド劇場 邪光（2004年5月15日、主演：水野真紀）